# 終電車 (映画)
『終電車』（しゅうでんしゃ、Le Dernier Metro）は、1980年のフランスの歴史ドラマ映画。監督はフランソワ・トリュフォー、出演はカトリーヌ・ドヌーヴとジェラール・ドパルデューなど。トリュフォー監督の最大のヒット作である。
第6回セザール賞では主要十部門（作品賞、監督賞、脚本賞、主演女優賞、主演男優賞、撮影賞、音響賞、編集賞、美術賞、音楽賞）を受賞し、第53回アカデミー賞では外国語映画賞にノミネートされた。

## ストーリー
第二次世界大戦中、ナチス占領下のパリで女優マリオンはモンマルトル劇場を切り盛りしている。南米に逃亡したユダヤ人で、支配人兼演出家だった夫ルカの代役だが、その実、夫ルカは劇場の地下室に潜み、国外脱出の機会を伺っていた。それは夫婦以外は知らない秘密で、夜間の妻の訪問だけがルカにとって人と話す機会だが、夫婦の関係は微妙に冷えている。
現在の劇場の演出家ジャン＝ルーはドイツ軍にも顔がきき、御用評論家とも親しい。新たに加入したマリオンの相手役ベルナールはレジスタンスと通じており、ドイツ軍人のいる店には入ろうともしなかった。劇場の新作劇『消えた女』は好評を持って迎えられるが、ドイツ軍におもねる評論家ダクシアだけは芝居をユダヤ的と非難する。それを怒ったベルナールは偶然に出会ったダクシアを殴りつける。劇場存続の為にトラブルを避けたいマリオンは、愛を感じ始めていたベルナールを遠ざけざるを得なかった。
いよいよレジスタンスヘの参加を決意したベルナールが劇場を去るとマリオンに告げた日に、ゲシュタポによる抜き打ちの捜査が入る。マリオンはベルナールを地下室に案内し、居住の証拠を隠して夫を救う。初対面のベルナールに、妻は君に夢中だと告げるルカ。その夜、ベルナールとマリオンは結ばれる。劇場は連合軍によるパリ開放の日まで執念の上演を続け、ルカは800日ぶりに陽の光を浴びて、マリオンとベルナールを主演とする舞台劇を上演する。

## キャスト
| 役名                     | 俳優                     | 日本語吹替                                                                |
| 役名                     | 俳優                     | フジテレビ版                                                              |
| ------------------------ | ------------------------ | ------------------------------------------------------------------------- |
| マリオン・シュタイナー   | カトリーヌ・ドヌーヴ     | 鈴木弘子                                                                  |
| ベルナール・グランジェ   | ジェラール・ドパルデュー | 池田秀一                                                                  |
| ジャン＝ルー・コタンス   | ジャン・ポワレ           | 仁内建之                                                                  |
| ルカ・シュタイナー       | ハインツ・ベネント       | 石森達幸                                                                  |
| ナディーヌ・マルサク     | サビーヌ・オードパン     | 高島雅羅                                                                  |
| ダクシア                 | ジャン＝ルイ・リシャール | 藤本譲                                                                    |
| アルレット・ギヨーム     | アンドレア・フェレオル   | 佐久間あい                                                                |
| レイモン                 | モーリス・リッシュ       | 金尾哲夫                                                                  |
| ジェルメーヌ・ファーブル | ポーレット・デュボスト   |                                                                           |
| メルラン                 | マルセル・ベルベール     |                                                                           |
| 不明 その他              |                          | 峰あつ子 高瀬佳子 牛山茂 竹口安芸子 城山知馨夫 滝沢ロコ 松熊信義 目黒裕一 |
|                          |                          |                                                                           |
| 演出                     | 演出                     | 長野武二郎                                                                |
| 翻訳                     | 翻訳                     | 入江敦子                                                                  |
| 効果                     | 効果                     | 佐藤良介                                                                  |
| 調整                     | 調整                     | 遠西勝三                                                                  |
| 制作                     | 制作                     | ニュージャパンフィルム                                                    |
| 初回放送                 | 初回放送                 | 1985年9月13日 『金曜洋画劇場』 26:00-27:53                                |

## 製作
- オープニングのテーマソングはリュシエンヌ・ドリール（フランス語版）の歌う1942年のシャンソン『サンジャンの私の恋人（フランス語版）』[要出典]。
- ラジオから流れるのは当時のヒットソング、リナ・ケッティ（フランス語版）の歌う『雨傘とマント（フランス語版）』[要出典]。
- レナータがナチスの将校たちの前で歌うのは『素敵な貴方/バイ・ミール・ビスト・ドゥ・シェーン』[要出典]。
- ジャコ少年のモデルは当時10歳だったトリュフォーであるが、実際にたばこの葉を栽培していたのはトリュフォーの祖父である[要出典]。
- ルカのモデルはルイ・ジューヴェで、実際に彼が自分の劇場の地下室に隠れていたという噂があった。また、マルセル・カルネ監督の『悪魔が夜来る』や『天井桟敷の人々』の美術監督アレクサンドル・トローネルと作曲家ジョゼフ・コスマの仕事は、実際に地下室に身を隠しておこなわれたという事実もある。[要出典]
- ダクシアのモデルは「演劇界の帝王」とよばれていた悪名高い親独派の劇評家、アラン・ロブロー（フランス語版）[要出典]。
- ベルナールのモデルはジャン・マレーで、彼の自伝『美しき野獣』のなかに、ジャン・コクトーの芝居『地獄の機械』を酷評したアラン・ロブローをマレーがどしゃ降りの雨のなかで殴りつけたというエピソードがある[要出典]。
- ジャン＝ルーのモデルは劇作家のサシャ・ギトリで、FFI（フランス国内軍）に捕らえられてパジャマ姿のまま連れ出されるエピソードも実話にもとづいている[要出典]。
- マリオンには直接的なモデルはいないが、当時の新聞に「現在の女性にとっての流行の先端を行く職業は劇場の支配人」という記事を読んだトリュフォー監督の創作である[要出典]。
- メルラン役を演じるマルセル・ベルベール（フランス語版）は職業的俳優ではなく、トリュフォーの製作会社レ・フィルム・デュ・キャロッスの大番頭的存在で、もともとトリュフォーの妻の父が経営していた大手配給会社コシノールのマネジャーだった[要出典]。

## 作品の評価

### 映画批評家によるレビュー
アロシネによれば、フランスの3つのメディアによる評価の平均点は5点満点中3.3点である。
Rotten Tomatoesによれば、24件の評論のうち高評価は88%にあたる21件で、平均点は10点満点中7.4点となっている。

### 受賞歴
| 賞                                         | 部門         | 対象者                                        | 結果       |
| ------------------------------------------ | ------------ | --------------------------------------------- | ---------- |
| 第6回セザール賞                            | 作品賞       |                                               | 受賞       |
| 第6回セザール賞                            | 主演男優賞   | ジェラール・ドパルデュー                      | 受賞       |
| 第6回セザール賞                            | 主演女優賞   | カトリーヌ・ドヌーヴ                          | 受賞       |
| 第6回セザール賞                            | 助演男優賞   | ハインツ・ベネント                            | ノミネート |
| 第6回セザール賞                            | 助演女優賞   | アンドレア・フェレオル                        | ノミネート |
| 第6回セザール賞                            | 監督賞       | フランソワ・トリュフォー                      | 受賞       |
| 第6回セザール賞                            | 脚本賞       | フランソワ・トリュフォー シュザンヌ・シフマン | 受賞       |
| 第6回セザール賞                            | 音楽賞       | ジョルジュ・ドルリュー                        | 受賞       |
| 第6回セザール賞                            | 撮影賞       | ネストール・アルメンドロス                    | 受賞       |
| 第6回セザール賞                            | 美術賞       | ジャン＝ピエール・コユ＝スヴェルコ            | 受賞       |
| 第6回セザール賞                            | 音響賞       | ミシェル・ローラン                            | 受賞       |
| 第6回セザール賞                            | 編集賞       | マルチーヌ・バラケ                            | 受賞       |
| 第53回アカデミー賞                         | 外国語映画賞 |                                               | ノミネート |
| 第53回ナショナル・ボード・オブ・レビュー賞 | 外国語映画賞 |                                               | ノミネート |
| 第38回ゴールデングローブ賞                 | 外国語映画賞 |                                               | ノミネート |
| 第1回ボストン映画批評家協会賞              | 外国語映画賞 |                                               | 受賞       |